# (5531) Carolientje
(5531) Carolientje (1051 T-2) – planetoida z pasa głównego asteroid okrążająca Słońce w ciągu 4,5 lat w średniej odległości 2,73 j.a. Odkryta 29 września 1973 roku.